# Christian Abraham Heineken

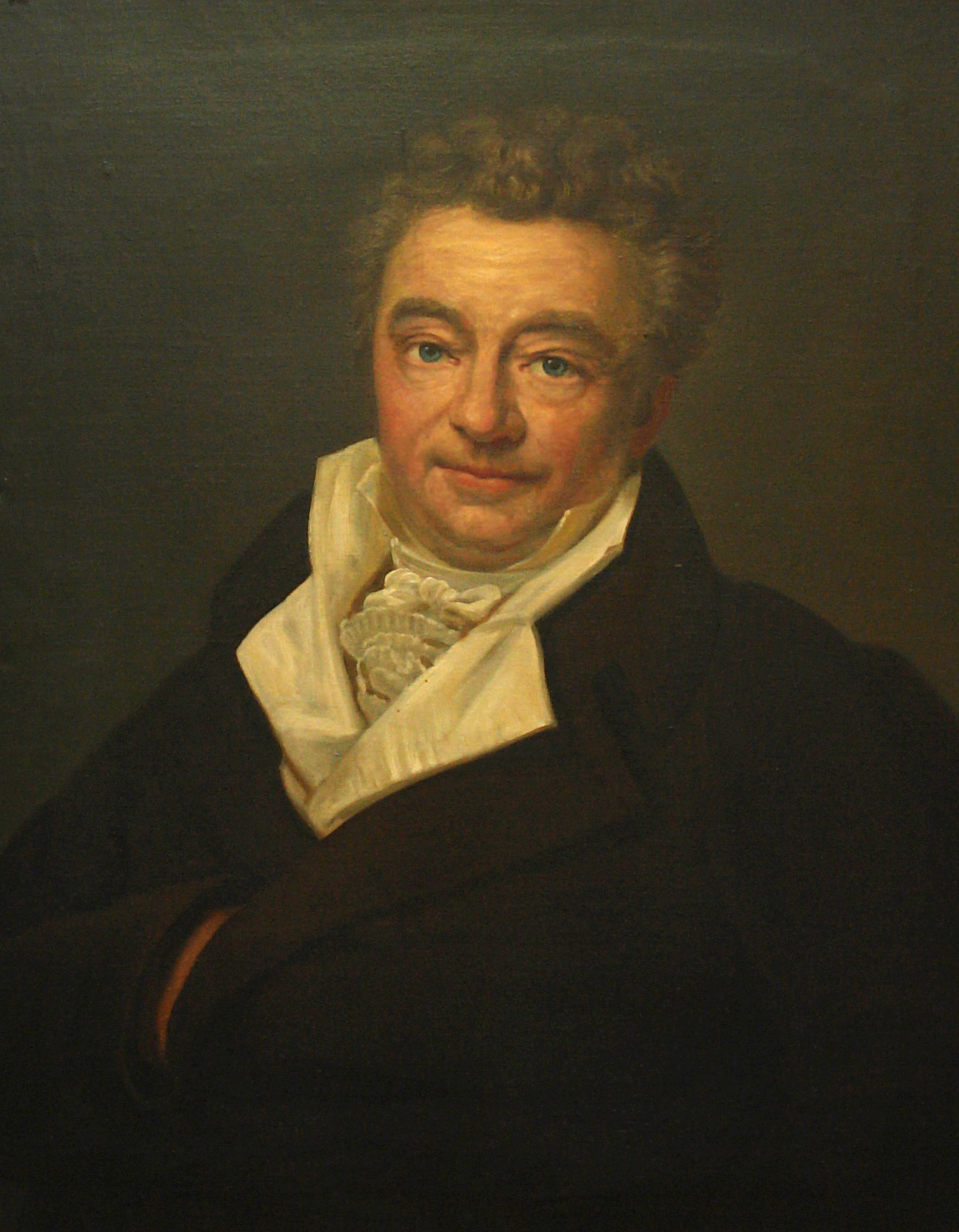
Christian Abraham Heineken

Christian Abraham Heineken (* 10. Dezember 1752 in Bremen; † 20. Juli 1818 in Bremen) war Bremer Ratsherr und Bremer Bürgermeister.

## Biografie
Heineken war der Sohn des Medizinprofessors Philipp Isaac Heineken. Er studierte Rechtswissenschaften. 1779 wurde er in den Rat der Stadt Bremen gewählt. 1792 erfolgte seine Ernennung zum Bremer Bürgermeister. Er betrieb zusammen mit dem Ratsherrn Johann Gildemeister die erste trigonometrische Vermessung von Bremen. Der Kupferstecher Georg Heinrich Tischbein hat dazu 1798 eine Karte gestochen, die 1806 unter Berücksichtigung der Gebietserweiterungen von 1803 erneut gedruckt wurde. Die Bremer Franzosenzeit unterbrach mit dem Département des Bouches du Weser sein Bürgermeisteramt von 1811 bis 1813. Er verfasste in dieser Zeit eine Chronik für die Jahre 1750 bis 1810, die seitdem als wichtige Quelle zur Bremer Geschichte gilt und erst 1983, vom Archivdirektor Wilhelm Lührs bearbeitet, im Druck erschienen ist.
Er erstellte Familienstammtafeln einer großen Zahl (mehr als 170) bremischer Familien und fasste sie unter dem Namen Geschlechtsregister alter und neuer bremischer Familien zusammen. Für diese Sammlung ist später die Bezeichnung Goldenes Buch üblich geworden. Es wurde als die ergiebigste zusammenfassende Sekundärquelle zur Erforschung der vielen darin verzeichneten bremischen Familien bekannt.

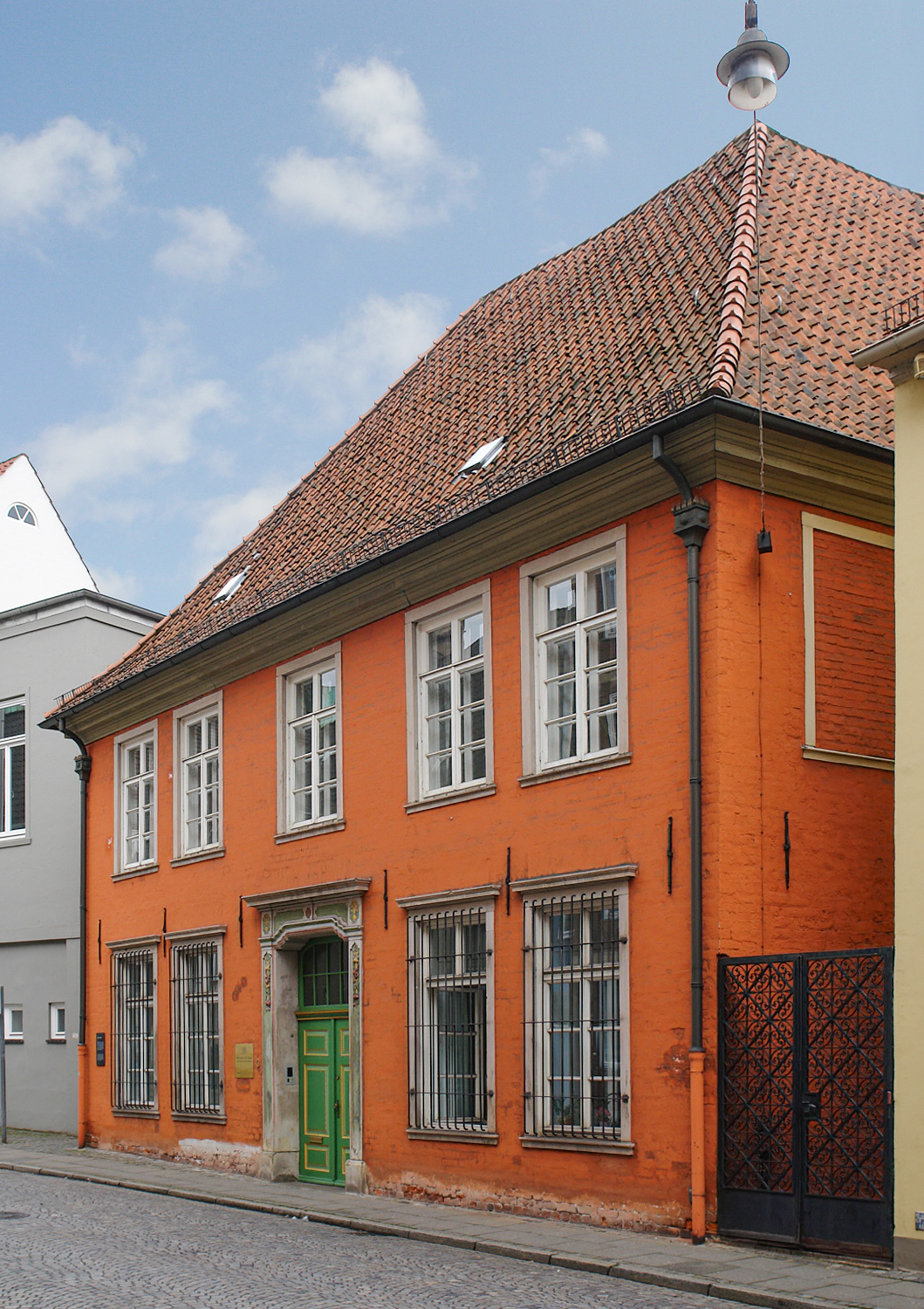
Haus Heineken in der Sandstraße

Das erhaltene altbremische Bürgerhaus Haus Heineken in der Sandstraße 3 – direkt neben dem Haus Vorwärts, gegenüber dem Bremer Dom – wurde von Heineken bewohnt und deshalb im Volksmund nach ihm benannt. Den kurzen Weg von seinem Wohnhaus zum Rathaus legte er stets in einer Kutsche zurück, der zwei Ratsdiener im roten Frack voranschritten.
Auch Heinekens Park und Heinekens Landgut an der Oberneulander Landstraße 151/153 in Oberneuland waren seit 1783 im Besitz von Heineken und tragen seinen Namen. Park und Häuser sind teilweise schon um 1762 entstanden. Heineken widmete sich sehr der weiteren Ausgestaltung des Parks, insbesondere im englischen Parkstil. Landesdenkmalpfleger Stein bezeichnete später Heinekens Park mit dem Heckentheater und den seltenen Bäumen als Bremens kostbarste Gartenanlage.
Sein Sohn Friedrich Wilhelm Heineken (1787–1848) wurde 1818 Syndicus der Freien Hansestadt Bremen und 1822 Senator von Bremen. Der Medizinprofessor und Stadtphysikus Johann Heineken war sein Bruder.

## Werke
- Geschichte der Freien Hansestadt Bremen von der Mitte des 18. Jahrhunderts bis zur Franzosenzeit. Bearbeitung von Wilhelm Lührs, Verlag Der Club zu Bremen, Bremen 1983.[4]
- Geschlechtsregister alter und neuer bremischer Familien (sog. Goldenes Buch), Handschrift (ca. 1808), Staatsarchiv Bremen.